# Рубель Марія Іванівна
Марія Іванівна Рубель (1895, село Марківка, тепер Кобеляцького району Полтавської області — ?) — українська радянська діячка, директор Богданівської початкової школи Кобеляцького району Полтавської області, заслужений вчитель УРСР. Депутат Верховної Ради УРСР 2—3-го скликань.

## Життєпис
Народилася в родині селянина-бідняка. Закінчила гімназію і здобула середню освіту.
З 1916 року працювала вчителем у сільських школах Полтавщини. З 1920 року довгий час учителювала, а з 1928 року завідувала Богданівською початковою школою Кобеляцького району.
У 1930 році була одним із організаторів колгоспу в селі Бутенках Кобеляцького району на Полтавщині. Обиралася членом правління колгоспу, декілька років вела рахівництво у артілі.
Під час німецько-радянської війни була евакуйована у Сталінградську область РРФСР, де також працювала вчителькою. У 1944 році повернулася в Кобеляцький район.
З 1944 року — завідувач (директор) Богданівської початкової школи Кобеляцького району Полтавської області.
Член ВКП(б) з 1948 року.

## Нагороди
- орден Трудового Червоного Прапора (23.01.1948)
- орден «Знак Пошани» (4.05.1939)
- медаль «За доблесну працю у Великій Вітчизняній війні 1941—1945 рр.»
- заслужений вчитель Української РСР (1941)